# Michael Rosenbaum
Michael Owen Rosenbaum (Nueva York, 11 de julio de 1972) es un actor y presentador de podcasts estadounidense.
Es conocido por interpretar a Lex Luthor en la serie de televisión Smallville, un papel que TV Guide incluyó en su lista de 2013 de "Los 60 villanos más desagradables de todos los tiempos".
Rosenbaum también es conocido por interpretar a Martinex en Guardianes de la Galaxia vol. 2 (2017) y Guardianes de la Galaxia vol. 3 (2023), Parker en Urban Legend (1998), Adam/Adina en Sorority Boys (2002) y Dutch Nilbog en Breaking in (2011-2012). También tiene una extensa carrera de doblaje en animación, como su papel de Wally West / The Flash en la serie Justice League (2001-2004) de DC Animated Universe y su secuela Justice League Unlimited (2004-2006). 
También es el cantante principal de la banda Sun Spin con su amigo Rob Danson. El primer álbum de la banda, Best Days, se lanzó el 9 de febrero de 2021. y el 6 de enero de 2023, lanzó su segundo álbum Never Is What it Is. 

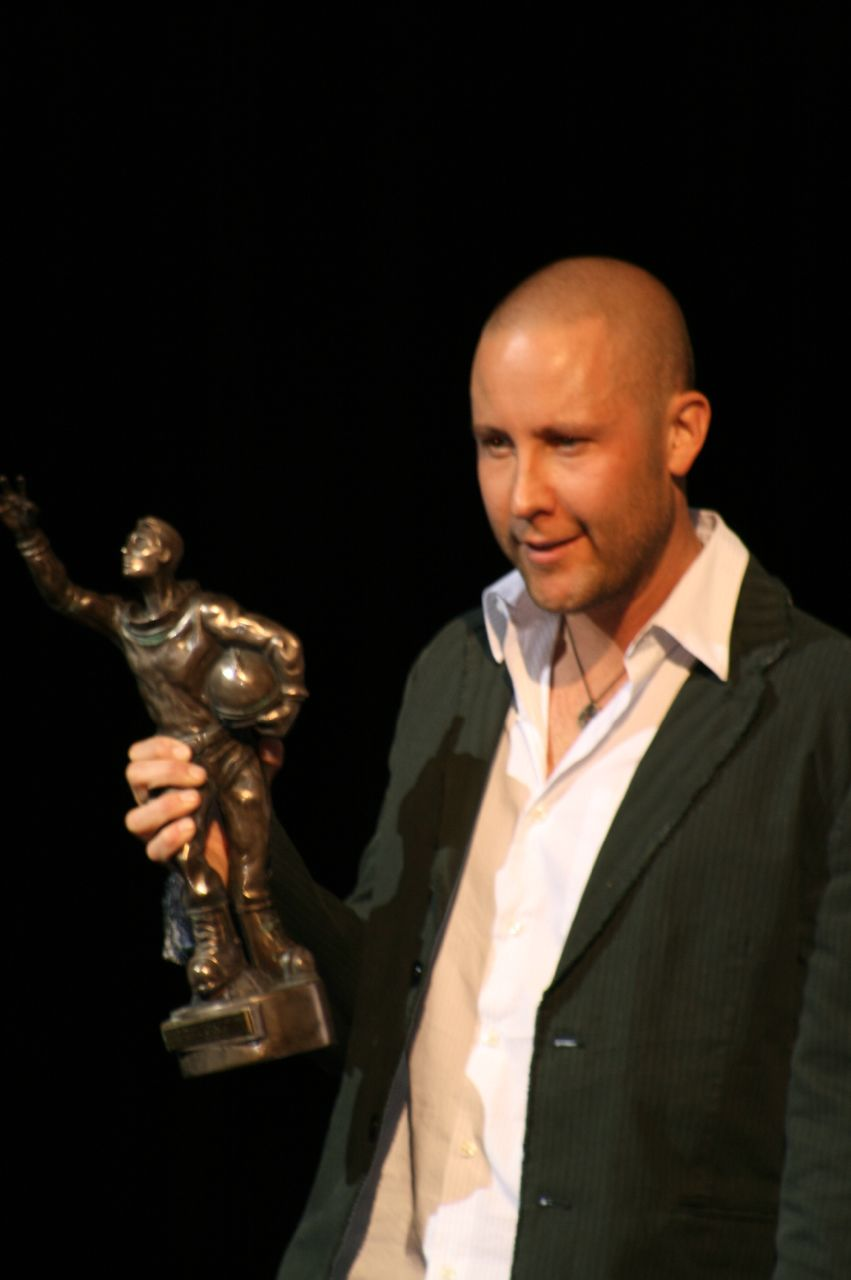
Michael Rosenbaum en el Jules Verne Adventures Film Festival del 2007.

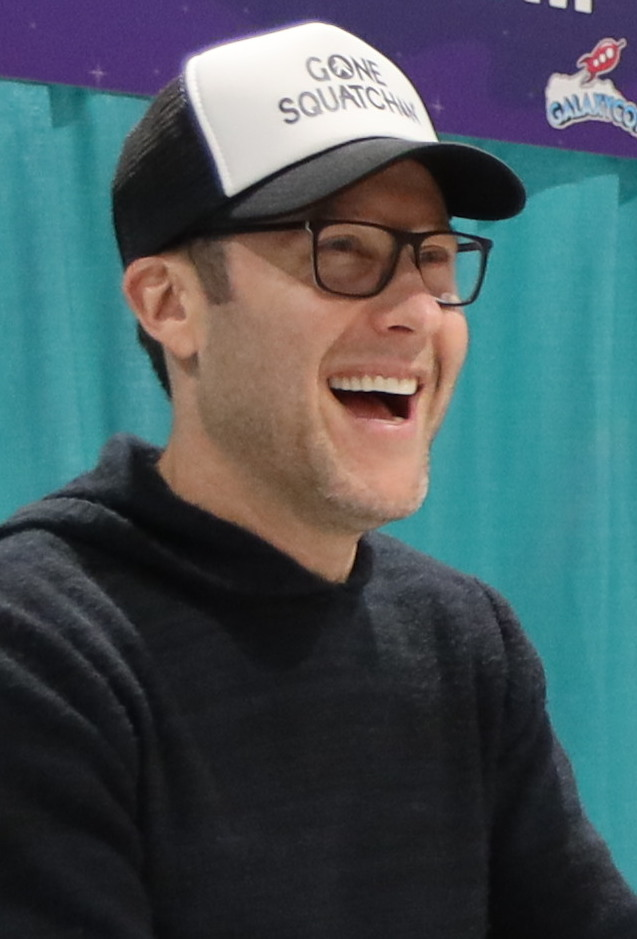
Michael Rosenbaum en el GalaxyCon de Richmond en 2020

## Biografía
Rosenbaum nació en Oceanside, Nueva York y creció en Newburgh, Indiana. Su madre, Julie (de soltera Eckstein), es escritora y su padre, Mark Rosenbaum, trabajaba en el sector farmacéutico. Es uno de seis hijos con dos hermanos y una hermana. Después del divorcio de sus padres, su madre se volvió a casar con el periodista deportivo Gordon Engelhardt y su padre se volvió a casar con Alexis Pelegrino, con quien tuvo dos hijas, medias hermanas de Rosenbaum. Su tío es el conductista de mascotas Warren Eckstein.
Rosenbaum se graduó en Castle High School en Newburgh, Indiana y en la Western Kentucky University en Bowling Green, Kentucky, con una licenciatura en artes teatrales. Inmediatamente después, se mudó a la ciudad de Nueva York para seguir una carrera como actor.

## Trayectoria
El papel que le ha otorgado la fama ha sido el de Lex Luthor en Smallville (The CW).
Sin duda, esta serie significó mucho para los televidentes como para el elenco. Rosenbaum en particular, estuvo en siete de las diez temporadas y volvió al final para una participación especial. En su pausa decidió buscar nuevas oportunidades para no quedar encasillado con su villano, y después de que la serie llegara a su fin, buscó nuevos caminos profesionalmente como su paso por el doblaje para videojuegos, su podcast Inside of You, así como otros papeles en cine y televisión. En 2001, Rosenbaum recibió un premio Saturn por su papel de Luthor.
En 2018, Rosenbaum estrenó su podcast informal basado en entrevistas con celebridades llamado Inside of You. Su primer invitado fue su coprotagonista de Smallville, Tom Welling. Posteriormente, los dos lanzaron el podcast Talkville en julio de 2022, donde vuelven a ver cada episodio de Smallville.

## Filmografía

### Cine
| 1997 | The Devil & the Angel                      | The Devil           |                                                   |
| 1997 | The Day I Ran Into All My Ex Boyfriends    | Bart                |                                                   |
| 1997 | Medianoche en el jardín del bien y del mal | George Tucker       |                                                   |
| 1998 | 1999                                       | Brick               |                                                   |
| 1998 | Urban Legend                               | Parker Riley        |                                                   |
| 2000 | Eyeball Eddie                              | Skelley             | Cortometraje                                      |
| 2000 | Batman Beyond: Return of the Joker         | Ghoul               | Voz                                               |
| 2001 | Sweet November                             | Brandon, Brandy     |                                                   |
| 2001 | Rave Macbeth                               | Marcus              |                                                   |
| 2002 | Poolhall Junkies                           | Danny               |                                                   |
| 2002 | Sorority Boys                              | Adam, Adina         |                                                   |
| 2003 | Special                                    | Fred Molinski       |                                                   |
| 2003 | Bringing Down the House                    | Todd Gendler        |                                                   |
| 2005 | Cursed                                     | Kyle                | Desacreditado                                     |
| 2005 | Racing stripes                             | Ruffshodd           | Voz                                               |
| 2007 | Cutlass                                    | Extra #2            | Cortometraje                                      |
| 2007 | Kickin' It Old Skool                       | Kip                 |                                                   |
| 2007 | Dragonlance: Dragons of Autumn Twilight    | Tanis Half-Elven    | Voz                                               |
| 2008 | Shear Love                                 |                     | Short film                                        |
| 2010 | Father of Invention                        | Eddie               |                                                   |
| 2010 | Catch .44                                  | Brandon             |                                                   |
| 2010 | Ghild                                      | Brauly Gullivan     | Cortometraje                                      |
| 2012 | Justice League: Doom                       | Barry Allen / Flash | Voz                                               |
| 2012 | Hit and Run                                | Gil Rathbinn        |                                                   |
| 2014 | Back in the Day                            | Jim Owens           | También director, escritor, y productor ejecutivo |
| 2015 | Justice League: Throne of Atlantis         | Drift Leader        | Voz                                               |
| 2017 | Guardianes de la Galaxia vol. 2            | Martinex            |                                                   |
| 2018 | The Neighbor                               | Scott               |                                                   |
| 2020 | DC Showcase: The Phantom Stranger          | Seth                | Voz                                               |
| 2023 | Guardianes de la Galaxia vol. 3            | Martinex            |                                                   |

### Series de televisión
| Televisión | Televisión                        | Televisión                                                 | Televisión                                          |      |              |                  |                      |
| Año        | Título original                   | Papel                                                      | Notas                                               |      |              |                  |                      |
| ---------- | --------------------------------- | ---------------------------------------------------------- | --------------------------------------------------- | ---- | ------------ | ---------------- | -------------------- |
| Año        | Título original                   | Papel                                                      | Notas                                               | 1998 | The Tom Show | Jonathan Summers | Episodio: "The Talk" |
| 1999       | Rocket Power                      | Sports Announcer                                           | Voz, episodio: "Super McVariel 900/Loss of Squid"   |      |              |                  |                      |
| 1999–2000  | Zoe, Duncan, Jack and Jane        | Jack Cooper                                                | Serie, 24 episodios                                 |      |              |                  |                      |
| 1999–2001  | Batman Beyond                     | Ollie, Carter Wilson / Terminal, Wendell, Carl, Agent West | Voz, 6 episodios                                    |      |              |                  |                      |
| 2000       | The Wild Thornberrys              | Tom Ravenhearst                                            | Voz, episodio: "A Shaky Foundation"                 |      |              |                  |                      |
| 2000–2004  | Static Shock                      | Trapper, Flash                                             | Voz, 5 episodios                                    |      |              |                  |                      |
| 2001–2011  | Smallville                        | Lex Luthor                                                 | 154 episodios Main cast (Temporadas 1–7)            |      |              |                  |                      |
| 2006       | Ultraman Tiga                     | Evil Tiga                                                  | Voz                                                 |      |              |                  |                      |
| 2001–2002  | The Zeta Project                  | Agent West                                                 | Voz                                                 |      |              |                  |                      |
| 2001–2004  | Justice League                    | Wally West / Flash, Deadshot                               | Voz                                                 |      |              |                  |                      |
| 2003       | Player$                           | él mismo                                                   | Episodio: "Charlie's Angels"                        |      |              |                  |                      |
| 2004–2005  | Jackie Chan Adventures            | Drago                                                      | Voz 11 episodes                                     |      |              |                  |                      |
| 2004–2006  | Justice League Unlimited          | Wally West / Flash, Deadshot, Ghoul                        | Voz                                                 |      |              |                  |                      |
| 2005–2006  | Teen Titans                       | Kid Flash                                                  | Voiz, 2 episodios                                   |      |              |                  |                      |
| 2005       | It's Always Sunny in Philadelphia | Colin                                                      | Episodio: "Gun Fever"                               |      |              |                  |                      |
| 2008       | PG Porn                           | Charlie Brown                                              | 2 episodios                                         |      |              |                  |                      |
| 2009       | Untitled Family Pilot             | Derek                                                      |                                                     |      |              |                  |                      |
| 2009       | Batman: The Brave and the Bold    | Deadman                                                    | Voz, episodio: "Dawn of the Dead Man!"              |      |              |                  |                      |
| 2011–2012  | Breaking in                       | Dutch Nilbog                                               | 8 episodios                                         |      |              |                  |                      |
| 2015–2016  | Impastor                          | Buddy Dobbs                                                |                                                     |      |              |                  |                      |
| 2017       | Hunted                            | Narrador                                                   | 7 episodios                                         |      |              |                  |                      |
| 2017       | Typical Rick                      | Mark                                                       | Episodio: "Mr. Gaber"                               |      |              |                  |                      |
| 2019       | Robot Chicken                     | Westley                                                    | Voz, episodio: "Musya Shakhtyorov in: Honeyboogers" |      |              |                  |                      |

### Videojuegos
| Videojuegos | Videojuegos                             | Videojuegos         | Videojuegos |
| Año         | Título original                         | Rol                 |             |
| ----------- | --------------------------------------- | ------------------- | ----------- |
| 2003        | Gladius                                 | Valens              |             |
| 2006        | Yakuza                                  | Akira Nishikiyama   |             |
| 2008        | Dark sector                             | Hayden Tenno        |             |
| 2012        | Lollipop Chainsaw                       | Nick Carlyle        |             |
| 2013        | Infinite Crisis                         | Barry Allen / Flash |             |
| 2015        | Batman: Arkham Knight                   | Johnny Charisma     |             |
| 2016        | Star Ocean: Integrity and Faithlessness | Christophe          |             |
| 2018        | Lego DC Super-Villains                  | Barry Allen / Flash |             |

## Premios y nominaciones
Rosenbaum ha ganado un Saturn en 2002 al Mejor Actor Secundario por Smallville además de ser nominado en 11 ocasiones para otros certámenes.